# صاریغ پشمالو
صاریغ پشمالو (نام علمی: Caluromys) نام یک سرده از تیره صاریغ است.